# Henry Brandon, II duque de Suffolk
Henry Brandon, II duque de Suffolk (18 de septiembre de 1535 - 14 de julio de 1551), fue un noble inglés, el hijo del duque de Suffolk Charles Brandon y la duquesa Catherine Willoughby.

## Biografía
Su padre había estado casado anteriormente con María Tudor, hermana del rey Enrique VIII. Después de la muerte de María y la muerte de su hijo, el conde de Lincoln, se había casado con Catherine, Lady Willoughby de Eresby, que había sido concebida como la novia de su hijo Enrique.
En 1541, Lord Henry Brandon y su hermano menor, Lord Charles Brandon tenían sus miniaturas pintadas por Hans Holbein el Joven.
Brandon sucedió a su padre como segundo duque de Suffolk el 22 de agosto de 1545. Él y su hermano menor fueron menores de edad y continuó sus estudios por ir a la universidad de St John's, Cambridge.

## Muerte
Durante una epidemia de la enfermedad del sudor, los dos jóvenes murieron, Suffolk primero y su hermano menor a una hora más tarde. Murió en el Palacio Obispo de Lincoln en el pueblo de Buckden, cerca de Huntingdon, Huntingdonshire, donde habían huido en un intento de escapar de la epidemia.
Una solemne celebración de los funerales de los dos duques, llamada "La mente del Mes 'a, se celebró el 22 de septiembre de 1551 con todo el equipo funeral por duplicado. Los intelectuales humanistas Thomas Wilson escribió una vida de Suffolk, y poco a su hermano menor después de su muerte.